# Państwowy Bank Rolny

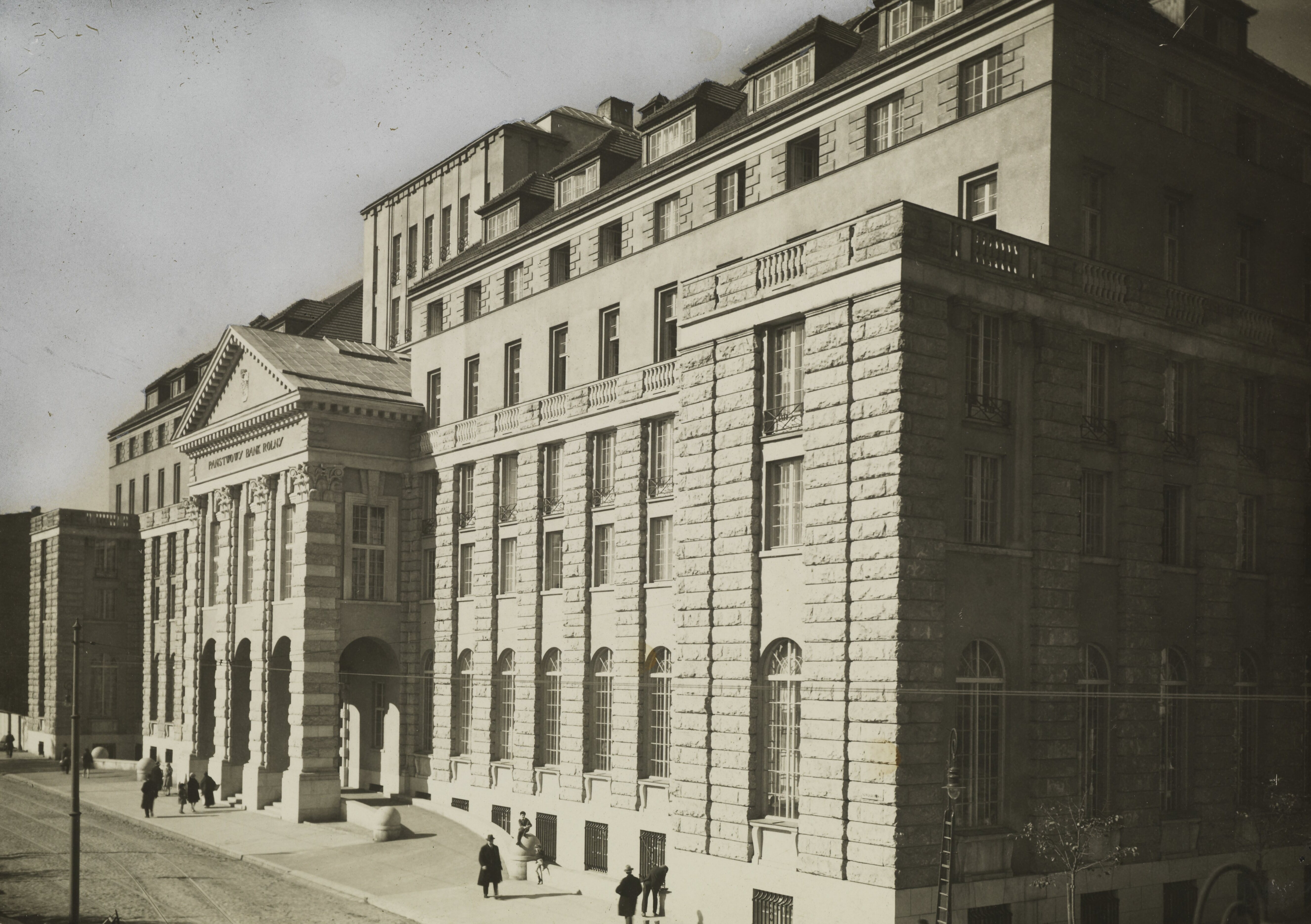
Gmach pod koniec lat 20. XX wieku

Państwowy Bank Rolny, do 1921 Polski Bank Rolny – bank z siedzibą w Warszawie, działający w latach 1919–1948.

## Opis
Został utworzony w 1919 jako Polski Bank Rolny i przemianowany w 1921 na Państwowy Bank Rolny (PBR).
Przedmiotem jego działalności było udzielanie kredytów krótkoterminowych i długoterminowych drobnym i średnim rolnikom – w znacznym stopniu jego działalność była nakierowana na zabezpieczenie finansowe realizowanej w II RP reformy rolnej.
W 1935 został oddany do użytku nowo wybudowany gmach oddziału PBR w Lublinie przy ulicy Chopina 6. Został zaprojektowany przez Mariana Lalewicza i stał się architektoniczną ozdobą Lublina.
W 1936 Państwowy Bank Rolny posiadał − poza siedzibą w Warszawie −  11 oddziałów, m.in. w Katowicach, Krakowie, Gdyni, Poznaniu i we Lwowie.
W czasie II wojny światowej PBR został poddany ścisłej kontroli przez niemieckie władze okupacyjne Generalnego Gubernatorstwa, które w 1940 powołały niemieckiego powiernika i przemianowały go na Staatliche Agrarbank. 
W 1948 PBR został przekształcony w Bank Rolny, który de facto został likwidatorem PBR. Następcą prawnym Banku Rolnego (a tym samym PBR) jest Bank Gospodarki Żywnościowej, powstały w 1975 z połączenia z Centralnym Związkiem Spółdzielni Oszczędnościowo-Pożyczkowych.

## Prezesi
Długoletnim (1927–1938, z przerwą 1932–1933) prezesem PBR był Seweryn Ludkiewicz. Przed wojną prezesem był Kazimierz Stamirowski, w momencie wybuchu II wojny światowej prezesem był Maurycy Jaroszyński, zaś w komisji rewizyjnej był m.in. Józef Kucza.

## Siedziba
Siedziba centrali PBR mieściła się w Warszawie przy ul. Nowogrodzkiej 50, róg ul. Pankiewicza. Gmach został zbudowany w latach 1926–1928 przez „Biuro Budowlane T. Czosnowski i Ska” według projektu Mariana Lalewicza. Fasada utrzymana jest w stylu petersburskiego klasycyzmu, natomiast mniej widoczne, wyższe partie budynku mają modernistyczny charakter.